# Estes Park
Estes Park è un centro abitato (town) degli Stati Uniti d'America, situato nella contea di Larimer dello Stato del Colorado. Nel censimento del 2010 la popolazione era di 5 858 abitanti. 
Vi si trova lo Stanley Hotel, albergo utilizzato come ispirazione per l'Overlook Hotel del romanzo Shining e set di numerosi film.

## Geografia fisica
Secondo i rilevamenti dell'United States Census Bureau, Estes Park si estende su una superficie di 17,61 km² (6,80 mi²).